# Ucero
Ucero település Spanyolországban, Soria tartományban. Ucero Valdemaluque, Nafría de Ucero és Herrera de Soria községekkel határos. Lakosainak száma 91 fő (2024).

## Népesség
A település népessége az elmúlt években az alábbi módon változott:
| Lakosok száma | 104  | 98   | 98   | 87   | 75   | 65   | 53   | 50   | 85   | 91   |
|               | 2001 | 2004 | 2007 | 2009 | 2012 | 2014 | 2017 | 2019 | 2022 | 2024 |